# Gaul (Schiff)
Der Hecktrawler Gaul war ein Fischereifabrikschiff mit dem Heimathafen Kingston upon Hull und dem Fischereikennzeichen „H.243“. Das Schiff sank 1974 in der Barentssee nördlich von Norwegen.

## Geschichte
Der Hecktrawler wurde 1972 unter der Baunummer 375 auf der Werft Brooke Marine in Lowestoft für die Ranger Fishing Company in North Shields gebaut und als Ranger Castor mit dem Fischereikennzeichen „SN.18“ in Fahrt gebracht. Er war das vierte und letzte Schiff einer Serie, die für die Ranger Fishing Company auf der Werft gebaut worden war. Die Ablieferung des Schiffes erfolgte am 3. August 1972.
Im Oktober 1973 wurde das Schiff an British United Trawlers in Hull verkauft und im Dezember übergeben. Bis dahin hatte das Schiff fünf Fangreisen unternommen. Von British United Trawlers wurde das Schiff in Gaul umbenannt. Es bekam das Fischereikennzeichen „H.243“.
Am 22. Januar 1974 lief die Gaul von Hull aus zu einer Fangreise nach Norwegen aus. Sie erreichte ihr Zielgebiet am 29. Januar.

### Untergang des Schiffes
In der Nacht vom 8. zum 9. Februar 1974 sank das Schiff im Sturm in der Barentssee. Es gab kein Notsignal und der Verlust des Schiffes wurde erst einen Monat später bekannt. Trotz einer gründlichen Suche wurde das Schiff nicht gefunden. Erst im Mai 1974 wurde vom norwegischen Walfänger Rover etwa 75 Seemeilen südöstlich des späteren Fundortes des Wracks der Gaul ein Rettungsring des Trawlers gefunden. Die gesamte Besatzung kam beim Untergang des Schiffes ums Leben. Sie bestand aus 36 Personen.

### Untersuchungen und Aufarbeitung des Untergangs
Eine Enquete kam 1974 zu der Feststellung, dass die Gaul vermutlich durch eine Reihe von sehr großen Wellen in schwerer See kenterte. Mängel bei der Wartung der Türen und Luken der Abwurfschächte („duff chute“, „offal chute“, d. h. Abwurfschächte für Innereien und Beifänge) waren bei dem Schwesterschiff Kelt, das zur Unglückszeit im gleichen Seegebiet fischte, bekannt. Die Relevanz dieser Mängel für den Untergang der Gaul wurde heruntergespielt.
1975 berichtete der norwegische Trawler Rairo, sein Fanggeschirr sei am 15. November des Jahres verlorengegangen, nachdem es an einer unterseeischen Behinderung nahe der vermuteten Untergangsstelle der Gaul hängengeblieben war. Die britische Regierung entschied sich 1977 gegen eine Suche anhand dieser Information, obwohl sie nicht ausschloss, dass es sich bei dem Hindernis um die Gaul handelte. Kostengründe und fehlende Aussicht auf eine Verbesserung der Seeschifffahrt waren die Argumente für diese Entscheidung.
Im Jahr 1997 wurde das Wrack der Gaul von einer vom britischen Fernsehsender Anglia Television und vom norwegischen Fernsehsender NRK finanzierten Expedition an eben der Stelle gefunden (72° 4′ N, 25° 5′ O), an der die Rairo von einem Unterwasserhindernis berichtet hatte. Das Wrack lag in einer Tiefe von 280 Metern etwa 35° nach Steuerbord geneigt. Über die Expedition wurde ein Dokumentarfilm gedreht, der am 6. November 1997 erstmals von Channel 4 in der Reihe Dispatches ausgestrahlt wurde.
Von 1998 bis 2002 wurden auf Veranlassung des stellvertretenden Ministerpräsidenten John Prescott durch den Marine Accident Investigation Branch (MAIB) des britischen Verkehrsministeriums umfangreiche Untersuchungen des Wracks durchgeführt. Diese Untersuchungen beseitigten alle Verdächtigungen, das Schiff sei von den Russen entführt worden.
Die Untersuchung des Wracks ergab, dass bei der Gaul mehrere Luken und Türen offen waren. Insbesondere standen die äußeren Rückschlagklappen und die inneren Luken der Abwurfschächte für die Innereien und Beifänge offen. Das Ruder stand auf voll Backbord. John Prescott entschied auf der Grundlage dieser Funde, eine neue Untersuchung sei gerechtfertigt. Dies war die Re-opened Formal Investigation (RFI) 2004.
Die RFI zog am 17. Dezember 2004 die Schlüsse, dass die offenen Türen und Luken die Wasserdichtigkeit des Schiffes gefährdet hatten. Dies habe in der Kombination mit dem schweren Seegang zu Überschwemmungen von etwa 100 Tonnen Wasser auf dem Fabrikdeck geführt. Die RFI folgerte auch, dass ein versuchtes Notfallmanöver der Gaul einen katastrophalen Verlust der Stabilität verursacht und letztendlich zum Kentern geführt hatte. Weiterer Wassereinbruch erfolgte dann durch die offenen Schotten und Luken, bis die Gaul ihre Schwimmfähigkeit verlor und sehr schnell sank.
Die RFI zog auch den Schluss, dass die Gaul kein Spionageschiff war. Ihr Schleppnetz hatte sich in keinem Seekabel verfangen und sie war mit keinem U-Boot kollidiert.

## Trivia
Angehörige der Besatzung der Gaul wollten die Ergebnisse der ersten Untersuchung nicht akzeptieren. Die 18 Monate alte Gaul war eines der modernsten Schiffe der britischen Fischereiflotte. 1975 wurde im Fernsehen behauptet, die Gaul sei versenkt worden, weil sie gleichzeitig ein Spionageschiff gewesen sei. Es gab noch andere Spekulationen zum Untergang der Gaul:
- Sie sei von der Sowjetunion aufgebracht worden, weil sie ein Spionageschiff gewesen sei.
- Sie sei von einem sowjetischen U-Boot versenkt worden, weil sie in der Spionage tätig gewesen sei.
- Sie sei mit einem U-Boot kollidiert.
- Sie sei gekentert, nachdem ihr Schleppnetz sich in geheimen Seekabeln (SOSUS-Kabel) verfangen habe.

## Technische Daten und Ausstattung
Das Schiff wurde von einem Sechzehnzylinder-Dieselmotor von English Electric Ruston Paxman (Typ: 16 RK3M) mit einer Leistung von 1939 kW angetrieben. Der Motor wirkte über ein Untersetzungsgetriebe auf einen mit einer Kortdüse versehenen Propeller.
Für die Stromversorgung an Bord sorgten ein Wellengenerator und zwei Dieselgeneratoren. Die Leistung des Wellengenerators reichte für die Stromversorgung auf See aus.